# Euplocamus anthracinalis
Euplocamus anthracinalis är en fjärilsart som beskrevs av Giovanni Antonio Scopoli 1763. Euplocamus anthracinalis ingår i släktet Euplocamus och familjen äkta malar, Tineidae. Inga underarter finns listade i Catalogue of Life.

## Bildgalleri

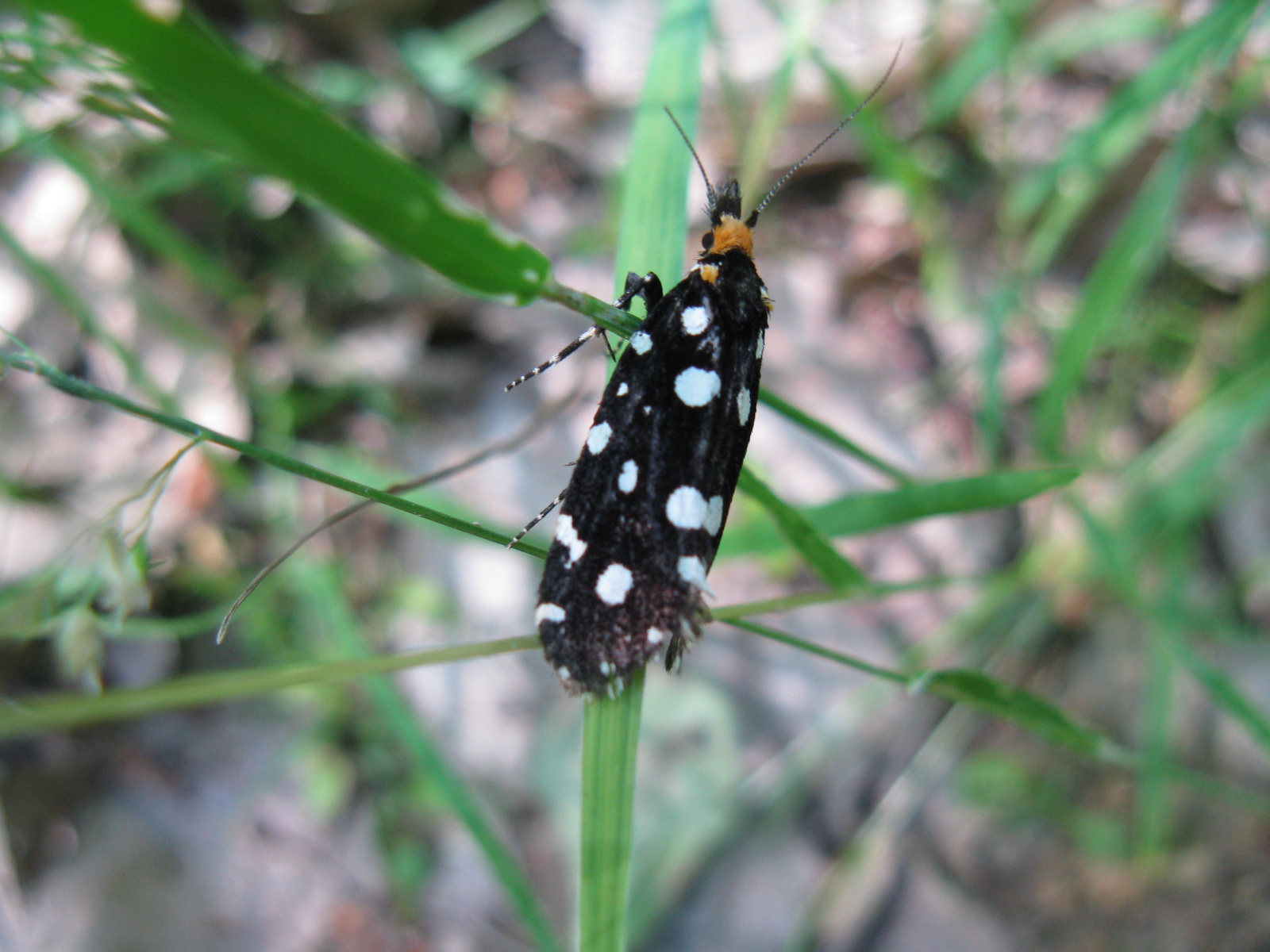
Imago fjäril.
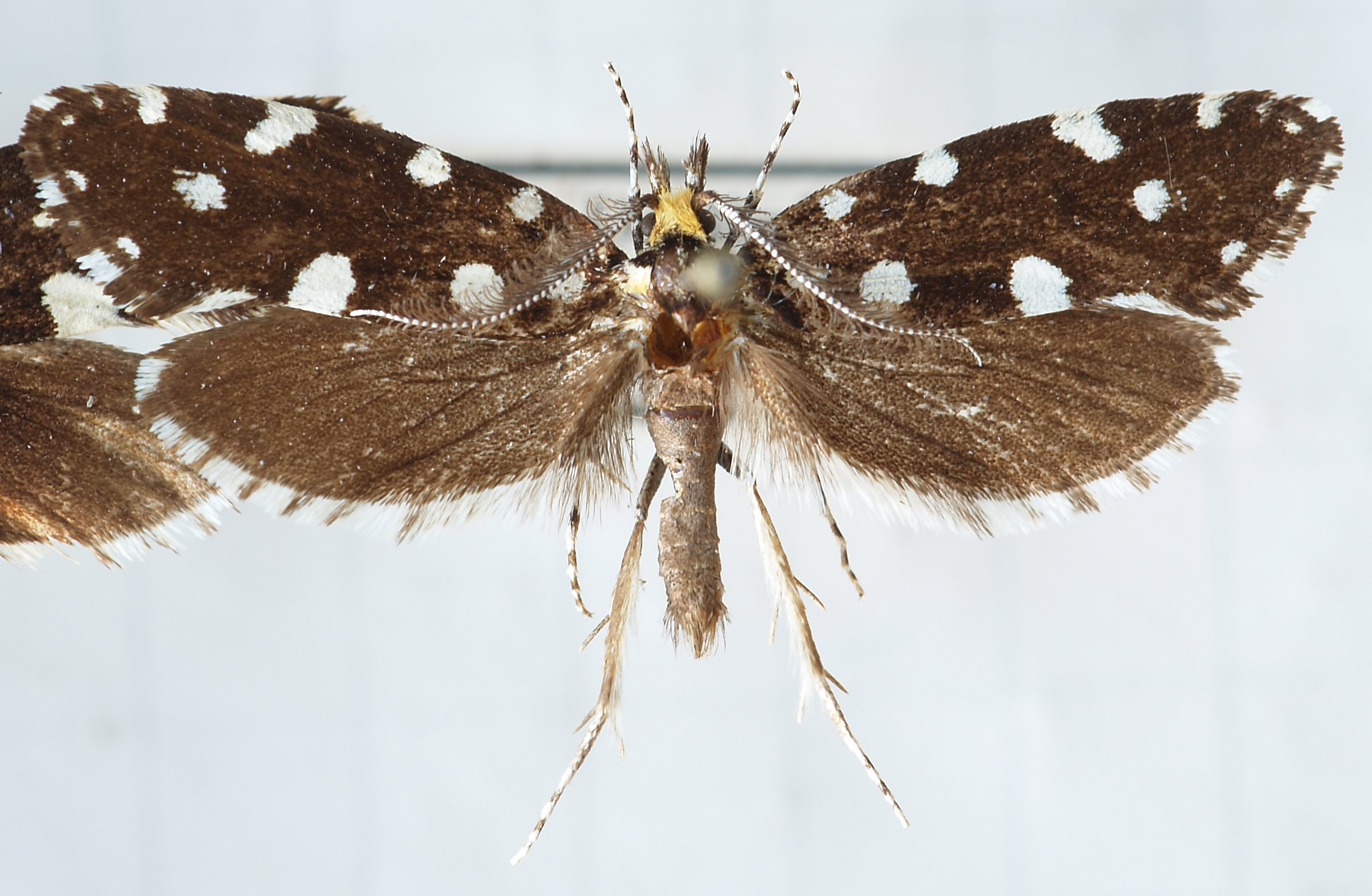
Preparerad (uppnålad) imago fjäril.